# Литвин Іван Тимофійович
Іван Тимофійович Литвин (* 26 січня 1910, Васильківка — † 2 червня 1983, Київ) — радянський військовий льотчик, Герой Радянського Союзу (1943), у роки Другої світової війни штурман екіпажу 749-го авіаційного полку 24-ї авіаційної дивізії авіації дальньої дії.

## Біографія
Народився 26 січня 1910 року в селі Василівці (нині селище міського типу Дніпропетровської області) в селянській сім'ї. Українець. Закінчивши сім класів неповної середньої школи і курси роз'їзних механіків. Працював в Ульяновській МТС Васильківського району. У 1932 році призваний в ряди Червоної Армії. Служив механіком-водієм танка. У 1936 році закінчив Ульяновськоє бронетанкове училище. Два роки був командиром танкового взводу. У 1940 році закінчив Оренбурзьке військово-авіаційне училище штурманів.
У боях німецько-радянської війни з жовтня 1941 року. Літав у складі екіпажу льотчика лейтенанта Чистова, стрільця-радиста старшини Леонтьєва. Зробив 139 бойових вильотів, з них 133 вночі, на бомбардування найважливіших об'єктів противника. За успішні вильоти на Волховському фронті 29 травня 1942 року нагороджений орденом Червоного Прапора.
За період з 22 вересня по 22 грудня 1942 року зробив 58 нічних вильотів в район Сталінграда, при цьому знищив декілька автоцистерн з пальним, вісім танків і два батальйони піхоти противника. На аеродромі Сталіно знищив один прожектор і п'ять літаків. У селищі Червоний Жовтень знищив два прожектори і п'ять артилерійських батарей. У вильотах на залізничний вузол Міллерово, місто Котельниково, місто Сальськ знищив сім складів із боєприпасами, до сорока вагонів з піхотою противника. Славився як відмінний штурман і майстер бомбових ударів. За весь період бойових дій не мав жодного випадку втрати орієнтування.
Указом Президії Верховної Ради СРСР від 25 березня 1943 року за зразкове виконання бойових завдань командування на фронті боротьби з німецькими загарбниками і проявлені при цьому відвагу і геройство Івану Тимофійовичу Литвину було присвоєне звання Героя Радянського Союзу з врученням ордена Леніна і медалі «Золота Зірка» (№ 912).

Надгробок Івана Литвина

У 1953 році майор І. Т. Литвин звільнився в запас. Жив у Києві. Помер 2 червня 1983 року. Похований у Києві на Лук'янівському військовому кладовищі.

## Нагороди
Нагороджений орденом Леніна, двома орденами Червоного Прапора, двома орденами Вітчизняної війни 1-го ступеня, орденом Червоної Зірки, медалями.